# OQ-5靶機
Radioplane OQ-5（公司編號為PR-7）是一款由無線電飛機公司於二戰時研製的實驗性無人靶機。

## 發展
OQ-5與OQ-2靶機設計相似，擁有12英尺（3.7）的翼展和反向旋轉的螺旋槳，但OQ-5由膠合板製成，並採用了膠合板懸臂式機翼。OQ-5僅製造了一架原型機，但陸軍最終決定繼續採用OQ-2及其衍伸型號，因此最終並未量產。